# Nguyễn Ngọc Anh (ca sĩ)
Nguyễn Ngọc Anh (sinh ngày 19 tháng 12 năm 1981 tại Hạ Long, Quảng Ninh) là một nữ ca sĩ người Việt Nam. Cô được biết đến sau khi tham dự và giành giải nhì dòng nhạc nhẹ trong cuộc thi Sao Mai 2005 và chính thức theo đuổi con đường ca hát chuyên nghiệp. Năm 2006, Ngọc Anh tiếp tục thi Sao Mai điểm hẹn và dừng chân tại top 5. Sau đó, cô vẫn tiếp tục sự nghiệp ca hát và đã giành được nhiều giải thưởng có giá trị.

## Cuộc đời và sự nghiệp
Nguyễn Ngọc Anh bộc lộ năng khiếu ngay từ nhỏ khi tham gia nhiều hoạt động ca hát và nổi tiếng với ca khúc "Chiếc thuyền giấy" của nhạc sĩ Đỗ Hòa An. Cũng chính An là người đã phát hiện ra tài năng của Ngọc Anh. Năm 8 tuổi, cô bắt đầu đi biểu diễn và giành giải Họa mi vàng cả những năm sau đó. Năm 1992, Ngọc Anh giành huy chương vàng Festival thiếu nhi quốc tế tại Quý Châu, Trung Quốc với "Đường dưới chân mình" ca khúc gốc bộ phim truyền hình Tây du ký. Năm 1999, Ngọc Anh giành huy chương vàng cuộc thi Giọng hát toàn quốc và tiếp tục cô giành giành giải ba Giọng hát trẻ Hà Nội vào năm 2001.
Năm 2005, Ngọc Anh tham dự và giành giải nhì dòng nhạc nhẹ trong cuộc thi Sao Mai. Tại đây, cô đã gặp nhạc sĩ Đỗ Bảo (giám đốc âm nhạc cùa cuộc thi) và gây ấn tượng cho anh về giọng hát.  Năm 2006, Ngọc Anh tiếp tục thi Sao Mai điểm hẹn và dừng chân tại top 5.
Nguyễn Ngọc Anh cộng tác cùng nhà sản xuất nhạc Đỗ Bảo và phát hành hai album nhạc pop. Khởi đầu là album đầu tay Thế giới tuyệt vời (2007) và theo sau đó cô cho ra mắt album phòng thu thứ hai Đóa hoa nở muộn (2011). Trong đó, "Thế giới tuyệt vời", "Cánh cửa mùa xuân", "Mùa thu" và "Bí mật Eva" ca khúc gốc bộ phim truyền hình cùng tên đã trở thành các bài hát tiêu biểu của cô. Đóa hoa nở muộn đã giúp cho Ngọc Anh giành giải "Album ấn tượng" và "Ca sĩ trình diễn xuất sắc nhất" tại giải Album Vàng. Năm 2014, Ngọc Anh trở thành quán quân chương trình Chinh phục đỉnh cao. Tiếp đến, cô phát hành album phòng thu thứ ba Từ trái tim (2016) thuộc thể loại nhạc R&B và soul. Năm 2021, cô thu âm ca khúc gốc "Nếu một ngày" cho bộ phim truyền hình Hãy nói lời yêu. Tại giải Album Vàng 2010, cô đã chiến thắng hạng mục "Album ấn tượng" và "Ca sĩ trình diễn xuất sắc nhất" của tháng 4 năm 2011.
Năm 2013, Nguyễn Ngọc Anh là cố vấn cho các thí sinh của huấn luyện viên Đàm Vĩnh Hưng và tiết lộ về dự án album tự sáng tác.
Ngày 17 tháng 1 năm 2014, Nguyễn Ngọc Anh thắng 2 hạng mục "Bài hát của năm" và "Ca sĩ được yêu thích nhất", riêng Phạm Hải Âu giành "Nhạc sĩ hòa âm phối khí hiệu quả" tại chương trình Bài hát Việt 2013.
Ngày 28 tháng 8 năm 2015, Bài hát Việt đã tổ chức một minishow cho cô cùng các sáng tác của Phạm Hải Âu tại Nhà hát Bến Thành.
Ngày 12 tháng 6 năm 2016, Bốn mùa trong em Tấn Minh, Trọng Tấn và nhóm nhạc Oplus. pop (hát với Tấn Minh), semi-classic (song ca cùng Trọng Tấn) và R&B
Ngày 3 tháng 11 năm 2018, Nguyễn Ngọc Anh trình diễn "Mong manh em" trong buổi biểu diễn Mơ duyên của Phạm Phương Thảo. Ngày 6 tháng 12 năm 2022, Nguyễn Ngọc Anh cùng Tô Minh Đức phát hành album hợp tác đầu tay Khẽ hát tình xưa. Ngày 24 tháng 6 năm 2023, Nguyễn Ngọc Anh được vinh danh trong chương trình Con đường âm nhạc tháng 6 tại Cung Văn hóa Lao động Hữu nghị Việt Xô trên VTV1, mang tên Giấc mơ tôi.

## Sản phẩm âm nhạc
| Album phòng thu - Thế giới tuyệt vời (2007) - Đóa hoa nở muộn (2011) - Từ trái tim (2016) | Album hợp tác - Khẽ hát tình xưa (2022), cùng Tô Minh Đức |

 Video âm nhạc 
| Tên bài hát                 | Đạo diễn    | Nhạc sĩ                    | Ngày phát hành           | Chú thích |
| --------------------------- | ----------- | -------------------------- | ------------------------ | --------- |
| "Anh là người đầu tiên"     |             |                            | năm 2013                 | [ 21 ]    |
| "Vì em nhớ anh"             | Minh Quân   | Phạm Hải Âu                | ngày 14 tháng 2 năm 2014 | [ 21 ]    |
| "Lắng nghe con tim"         |             |                            | năm 2016                 |           |
| "Cuốn mãi, trôi xa, tan đi" |             | Phạm Hải Âu                |                          | [ 13 ]    |
| "Khúc xuân yêu thương"      | Lê Việt Anh | Ngọc Duy                   | năm 2017                 | [ 22 ]    |
| "Bên nhau bao lâu"          |             | Phạm Thanh Hà              | năm 2018                 | [ 23 ]    |
| "Mong manh em"              |             | Phạm Phương Thảo           | ngày 1 tháng 11 năm 2018 | [ 18 ]    |
| "Như mẹ vẫn ru"             | Anh Quân    | Sơn Thạch và Hà Quang Minh | năm 2020                 | [ 24 ]    |
| "Nếu một ngày"              |             | Xuân Phương                | ngày 4 tháng 6 năm 2021  | [ 25 ]    |

Liveshow
- 2016: Bốn mùa trong em (khách mời: Tấn Minh, Trọng Tấn và nhóm nhạc Oplus)

## Giải thưởng và đề cử
- 1992: Huy chương vàng Festival thiếu nhi quốc tế tại Quý Châu, Trung Quốc
- 2005: Giải nhì dòng nhạc nhẹ trong cuộc thi Sao Mai
- 2014: Quán quân chương trình Chinh phục đỉnh cao
- Bài hát Việt[17], Giải thưởng Cống hiến:

| Năm  | Giải thưởng              | Hạng mục                                        | Đề cử cho          | Kết quả   | Tham khảo     |
| ---- | ------------------------ | ----------------------------------------------- | ------------------ | --------- | ------------- |
| 2009 | Giải thưởng Bài hát Việt | "Ca sĩ thể hiện hiệu quả"                       | Nguyễn Ngọc Anh    | Đoạt giải | [ 26 ]        |
| 2009 | Giải thưởng Bài hát Việt | "Bài hát của tháng"                             | "Bâng khuâng"      | Đoạt giải | [ 26 ]        |
| 2010 | Giải thưởng Bài hát Việt | "Bài hát mang khuynh hướng thính phòng nổi bật" | "Bâng khuâng"      | Đoạt giải | [ 27 ]        |
| 2012 | Giải thưởng Bài hát Việt | "Ca sĩ thể hiện hiệu quả"                       | Nguyễn Ngọc Anh    | Đoạt giải | [ 28 ]        |
| 2012 | Giải thưởng Bài hát Việt | "Bài hát của tháng"                             | "Người em yêu mãi" | Đoạt giải | [ 28 ]        |
| 2012 | Giải thưởng Bài hát Việt | "Ca khúc ấn tượng"                              | "Người em yêu mãi" | Đoạt giải | [ 28 ]        |
| 2011 | Album Vàng 2010          | "Album ấn tượng tháng 4"                        | Đóa hoa nở muộn    | Đoạt giải | [ 10 ] [ 14 ] |
| 2011 | Album Vàng 2010          | "Ca sĩ trình diễn xuất sắc nhất tháng 4"        | Nguyễn Ngọc Anh    | Đoạt giải | [ 10 ] [ 14 ] |
| 2014 | Giải thưởng Bài hát Việt | "Ca sĩ được yêu thích nhất"                     | Nguyễn Ngọc Anh    | Đoạt giải | [ 16 ]        |
| 2014 | Giải thưởng Bài hát Việt | "Bài hát của năm"                               | "Vì em nhớ anh"    | Đoạt giải | [ 16 ]        |
| 2017 | Giải thưởng Cống hiến    | "Chương trình của năm"                          | Bốn mùa trong em   | Đề cử     | [ 29 ]        |

## Vinh danh
- Con đường âm nhạc: Giấc mơ tôi do VTV thực hiện vào tháng 6 năm 2023 tại Cung Văn hóa Lao động Hữu nghị Việt Xô.[3][20]

## Đời tư
Cô kết hôn với một đồng hương làm việc trong ngành tòa án ở Quảng Ninh sau 8 năm quen nhau. Năm 2007, họ sinh một người con gái tên Trần Ngọc Phương Anh. Cuối năm 2008, họ chính thức ly hôn.
Cô đã có bạn trai mới là Tô Minh Đức, kém cô 3 tuổi, nhưng chưa kết hôn